# Greenwoodochromis
Greenwoodochromis ist eine Buntbarschgattung, die im ostafrikanischen Tanganjikasee endemisch vorkommt. 

## Merkmale
Greenwoodochromis-Arten werden 15 bis 23,5 cm lang, haben mäßig hochrückige, seitlich stark abgeflachte Körper und ein schräg stehendes, nach oben weisendes Maul. Sie sind von bräunlicher Grundfärbung und können auf den Körperseiten einige dunkle, breite, senkrechte Streifen zeigen. Diagnostisches Merkmal der Gattung sind die großen, sensorischen Poren  auf dem großen ersten Augenringknochen (Infraorbitalia). Insgesamt haben die Greenwoodochromis-Arten, je nach Art verschieden, vier bis sechs Infraorbitalia. Der vorderste Knochen ist größer als die anderen und hat fünf bis sechs Poren. Vier dieser Poren sind relativ groß, größer als der Abstand zwischen ihnen. Die übrigen Infraorbitalia besitzen jeder meist zwei, seltener bis zu fünf Sinnesporen. Die Poren sind klein und der Abstand zwischen ihnen ist kleiner als bei den meisten anderen Buntbarschen des Tanganjikasees. Die Arten der Gattung Trematocara besitzen ebenfalls große Poren auf der ersten Infraorbitalia, aber bei dieser Gattung sind alle Poren groß, nicht nur vier.

## Systematik
Die Gattung Greenwoodochromis wurde 1983 durch den belgischen Ichthyologen Max Poll eingeführt. Typusart ist Limnochromis christyi. Außerdem wurde Greenwoodochromis bellcrossi (ursprünglich Hemibates bellcrossi) der Gattung zugeordnet. Die Gattung wurde zu Ehren des englischen Ichthyologen Peter Humphry Greenwood benannt.  Zwei weitere Arten aus der Gattung Limnochromis wurden 2014 in die Gattung Greenwoodochromis gestellt, nachdem man sie neu diagnostiziert hatte. Außerdem wurde die Tribus Greenwoodochromini, in die die Greenwoodochromis bisher gestellt wurde, mit Limnochromini synonymisiert. Greenwoodochromis hat damit vier Arten, während Limnochromis mit Limnochromis auritus als verbliebener Art monotypisch ist.

## Arten
- Greenwoodochromis abeelei (Poll, 1949)
- Greenwoodochromis bellcrossi (Poll, 1976)
- Greenwoodochromis christyi (Trewavas, 1953)
- Greenwoodochromis staneri (Poll, 1949)